# 尾道市立広島県尾道南高等学校
尾道市立広島県尾道南高等学校（おのみちしりつ ひろしまけん おのみちみなみ こうとうがっこう）は広島県尾道市長江二丁目にある公立（市立）の高等学校。

## 概要
歴史
1920年（大正9年）創立の実業補習学校を前身とする。商業学校を経て1948年（昭和23年）の学制改革で新制高等学校となった。現校名となったのは翌1949年（昭和24年）。2015年（平成27年）に創立95周年を迎えた。
設置課程・学科
定時制課程 普通科（夜間・修業年限4年）
校訓
「明明徳」-「明徳を明らかにすること」という意味
校章
校名の「ミナミ」を図案化したものの上に「高」の文字を置いている。

## 沿革
開校前
- 1918年（大正7年）9月5日 - 市立実業補習学校の設立と教育基金の寄付を尾道市出身の実業家山口玄洞が出願。
- 1919年（大正8年）8月19日 - 実業補習学校の設立が広島県知事によって認可される。

開校
- 1920年（大正9年）4月8日 - 「尾道市立実業補習学校」が開校。長江尋常小学校（現・尾道市立長江小学校）を仮校舎とする。
- 1921年（大正10年）4月4日 - 現在地に新校舎が完成し移転を完了。
- 1922年（大正11年）4月2日 - 組織改編の上「尾道商業実務学校」（実業学校）に改称。
- 1935年（昭和10年）9月10日 - 組織改編の上「尾道市立明徳商業学校」に改称。
- 1944年（昭和19年）4月1日 - 教育ニ関スル戦時非常措置方策により、男子の募集を停止。女子のみの募集とする。
- 1946年（昭和21年）
  - 3月31日 - 男子部を廃止。
  - 5月9日 - 夜間部の尾道市立商業学校を新設。
- 1948年（昭和23年）5月3日 - 学制改革により、市立明徳商業学校と市立商業学校が統合の上、新制高等学校「尾道市立明徳高等学校」が発足。
  - 通常制商業課程（全日制商業科、修業年限3年、女子のみ）と定時制商業課程（夜間、修業年限4年、男女共学）を設置。
- 1949年（昭和24年）4月30日 - 公立高等学校の再編により、「広島県尾道南高等学校」（現校名）が発足。定時制商業課程（修業年限4年）を設置。
  - 通常制（全日制）は他校に統合された。
- 1971年（昭和46年）4月1日 - 普通科を設置。
- 1974年（昭和49年）4月1日 - 在校生の卒業により商業科を廃止。4学年とも普通科となる。
- 1980年（昭和55年）
  - 6月20日 - 校地に長江公民館が完成。
  - 7月1日 - 校舎改築のため長江公民館で授業を開始。
- 1981年（昭和56年）3月 - 鉄筋コンクリート造2階建ての新校舎が完成。
- 1994年（平成6年）2月7日 - 鉄筋コンクリート造平屋建て校舎の増築が完成。
- 2001年（平成13年）3月31日 - 長江幼稚園跡に分室（明徳螢舎）を設置。
- 2008年（平成20年）2月 - 校舎の増築が完了。

## 交通
最寄りの鉄道駅
- JR西日本
  - 山陽新幹線 「新尾道駅」
  - 山陽本線 「尾道駅」

最寄りのバス停留所
- おのみちバス 「南高下」

最寄りの幹線道路
- 広島県道363号栗原長江線

## 周辺
- 長江公民館
- 尾道市立長江小学校
- 広島県立尾道北高等学校